# Eulenspiegelhaus (Braunschweig)

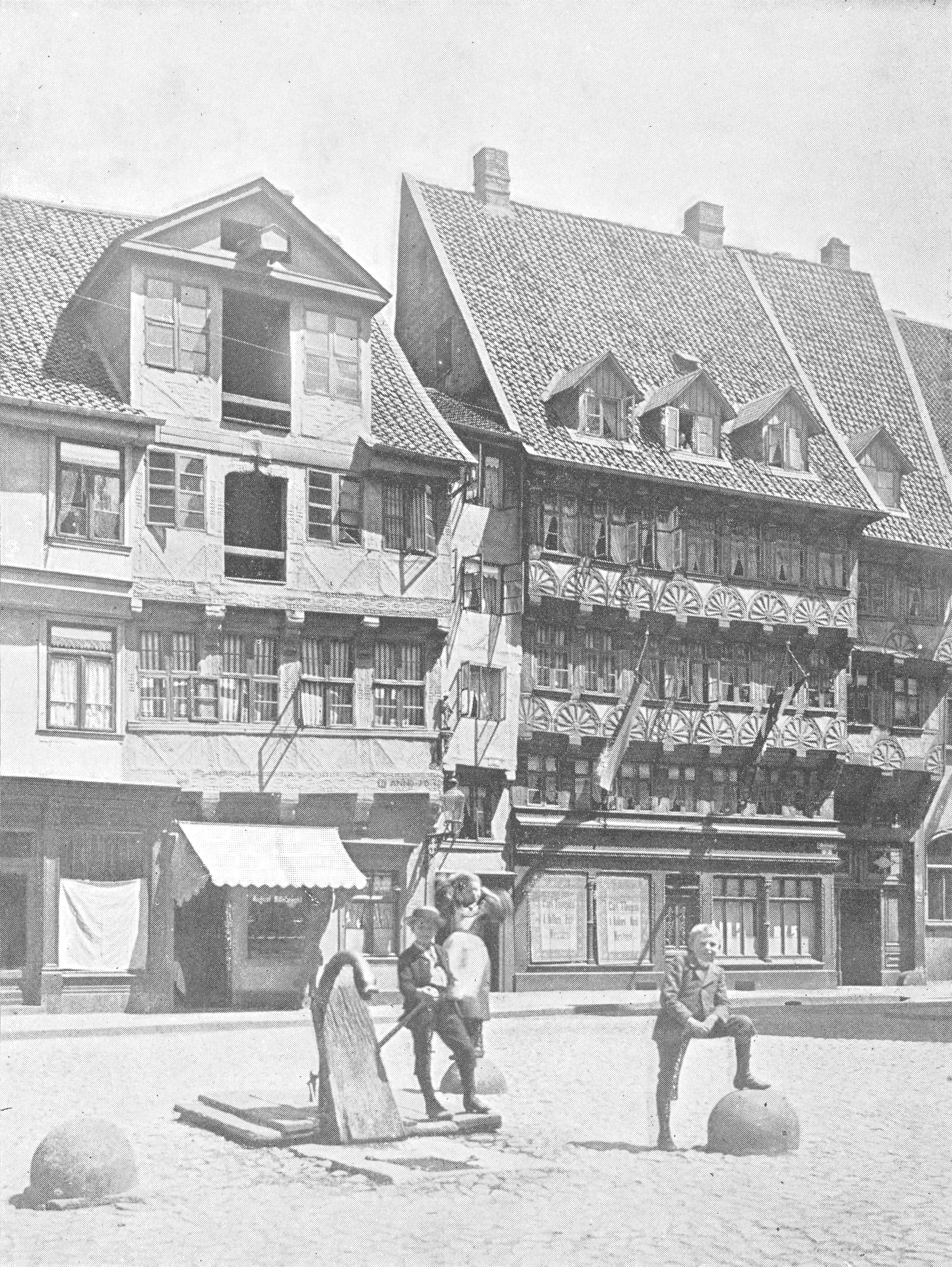
Ostern 1897: Links das Eulenspiegelhaus, rechts das Haus Zum wilden Mann

Um 1900: Das Eulenspiegelhaus mit noch weitgehend verputztem Fachwerk

1906: Der Eulenspiegelbrunnen wird aufgebaut (im Hintergrund links das Eulenspiegelhaus).

Das Eulenspiegelhaus am Bäckerklint 11 in Braunschweig war ein Fachwerkhaus im sogenannten „Flohwinkel“ des historischen Weichbildes Altstadt. Es wurde um 1630 erbaut und wie die gesamte, es umgebende Bebauung durch die Bombenangriffe des Zweiten Weltkrieges, insbesondere den vom 15. Oktober 1944 vollständig zerstört und nicht wieder aufgebaut.

## Geschichte
Eigentümer von Gebäuden, die auf dem Grundstück gestanden haben, waren u. a.: Herman v. Wendhusen (1386–1400), Tilen v. Eltze (1403–1412), Hennig v. Boltzem (1423–1457), Tilen Hanedorp (1457–1471), Hennig Mathias (1486–1507), den Flor und Nothvogel (1517–1586) und Mathias Angerstein (1623–1669). Angerstein hatte 1630 ein neues Fachwerkhaus errichten lassen und es mit den Initialen M.A. versehen.
Das 6 Fenster breite, zwei-geschossige, traufständige Haus mit den Assekuranznummern 875, 876 lag auf der Ostseite des Bäckerklints. Aufgrund des farblosen Verputzes des Fachwerks, erschien das Haus eher unscheinbar und schmucklos, gelangte aber ab etwa der zweiten Hälfte des 19. Jahrhunderts durch den einsetzenden Fremdenverkehr in Braunschweig ins Zentrum des Interesses. Mehrere Streiche Till Eulenspiegels haben Braunschweig zum Schauplatz und so wurde dieser Umstand zur Förderung des Fremdenverkehrs genutzt. Obwohl das Haus Bäckerklint 11 erst 1630 errichtet worden war – also knapp 300 Jahre nach den überlieferten Ereignissen – wurde 1869 zunächst eine von dem Bildhauer Julius Meyer geschaffene hölzerne Eulenspiegelstatue an der südlichen Hausecke, in Höhe der ersten Etage, angebracht. Der Verputz wurde nach und nach entfernt und die Schnitzereien an Balken und Knaggen farbig gefasst. Auch wies ein großer Schriftzug, zuerst über dem Erdgeschoss angebracht, später in der Mitte des obersten Schwellbalkens unter der Dachgaube mit der Inschrift EULENSPIEGELHAUS auf die Legende hin.

### Legende: Eulenspiegel als Bäckergeselle
Der Legende nach soll der aus dem Dorf Kneitlingen, 20 km südöstlich Braunschweigs, stammende Schalksnarr Till Eulenspiegel um das Jahr 1350 einige seiner Streiche in Braunschweig gespielt haben, darunter auch einen, der bei einem Bäcker am Bäckerklint spielte und wo Till Eulenspiegel statt Brot zu backen, aus dem Teig „Eulen und Meerkatzen“ (auf Niederdeutsch, das damals in der Stadt gesprochen wurde: Ulen un Apen) formte und buk. Das Haus des Bäckers soll auf dem Grundstück gestanden haben, auf dem das um 1630 errichtete Gebäude stand, das in Anspielung auf dieses Ereignis „Eulenspiegelhaus“ genannt wurde.

### „Eulen und Meerkatzen“

Eulenspiegel backt Eulen und Meerkatzen. Holzschnitt aus dem 1515 in Straßburg gedruckten Buch Ein kurtzweilig lesen von Dyl Vlenspiegel geborē vß dem land zů Brunßwick. Wie er sein leben volbracht hatt .xcvi. seiner geschichten.

Die Bäckerei im Erdgeschoss stellte bis zu ihrer Zerstörung im Zweiten Weltkrieg täglich Gebäck in Form von Eulen und Meerkatzen her und verkaufte um 1939 täglich bis zu 300 Stück davon. Noch heute kann man bei einigen Bäckern in Braunschweig „Eulen und Meerkatzen“ kaufen. 1931 war der Verkaufsraum von dem Künstler Adolf Otto Koeppen neu ausgemalt worden. Koeppen hatte auch das von Ernst August Roloff 1942 herausgebrachte Kinderbuch Achtung, hier lacht Eulenspiegel! illustriert sowie die Gastwirtschaftsräume des dem Eulenspiegelhaus direkt gegenüber gelegenen Mummehauses künstlerisch gestaltet.
Auf dem kleinen Platz vor dem Eulenspiegelhaus wurde 1906 der von Arnold Kramer entworfene und von dem Bankier Bernhard Meyersfeld gestiftete Eulenspiegelbrunnen errichtet, der noch heute dort steht. Eine lebensgroße Eulenspiegel-Figur sitzt dort erhöht und kreisrund umgeben von Eulen und Meerkatzen.

### Freilichtaufführungen
In den 1930er Jahren nutzte das Braunschweigische Landestheater die malerische Kulisse des Bäckerklints, insbesondere das Eulenspiegelhaus mit dem Eulenspiegelbrunnen, für Freilichtaufführungen populärer Theaterstücke, die zum Teil die Streiche Till Eulenspiegels zum Thema hatten.
Das Gebäude, das heute auf dem Grundstück Bäckerklint 11 steht, stammt von 1977/78.